# Yarchen Gar
Yarchen Gar (tibétain : ཡ་ཆེན་སྒར, Wylie : ya chen sgar, fondé par Achuk Rinpoché au début des années 1980. À sa mort en 2011, Asang Tulku lui succède. Officiellement  connu sous le nom de Temple de Yaqên Orgyän, il est situé dans le comté de Baiyü (aka le comté de Pelyul), dans la préfecture autonome tibétaine de Garzê, au Sichuan en Chine. Il se trouve dans une vallée isolée à 4000 m d'altitude. Le monastère est associé à la tradition nyingma du bouddhisme tibétain. Avec maintenant  plus de 10 000 membres dont la plupart sont des religieuses, c'est la plus grande concentration de religieuses et de moines dans le monde.

## Historique
De nombreux moines et religieuses sont venus à Yarchen Gar quand Larung Gar a été partiellement démoli en 2001. 
En août 2017, à la suite de la démolition forcée de l'Institut bouddhiste de Larung Gar, les autorités chinoises du comté de Palyul auraient commencé à  à démolir les structures résidentielles de Yachen Gar et visent à expulser de force un nombre important de ses habitants. 
Des nonnes tibétaines en rééducation politique après une expulsion massive de Yachen Gar en mai 2019 ont été battues pour avoir pleuré en détention, selon Radio Free Asia.  « Par la suite, les nonnes pouvaient à peine se lever en raison de la gravité de la torture. ».
Selon des relevés satellites et des témoignages recueillis par des ONG tibétaines, un quartier a été rasé pendant l’été 2019 .
En février 2020, une religieuse tibétaine de Yachen Gar, originaire du comté de Jomda se suicide dans un camp d'internement en raison des difficultés de détention, rapporte Radio Free Asia.
Selon plusieurs ONG, 5 000 moines et nonnes ont été chassés de Yachen Gar entre 2016 et début 2020. Pour la tibétologue Katia Buffetrille : « Les religieux qui sont à la tête de ces cités monastiques sont extrêmement charismatiques et ont un pouvoir spirituel sur de nombreux Tibétains et aussi Chinois. Ce qui est insupportable pour le parti communiste qui y voit une concurrence. Comme on le sait, il n’est pas admis qu’il y ait un autre pouvoir que le parti communiste » .